# نهيان سعيد
نهيان سعيد (مواليد 20 يوليو 1996) لاعب كرة قدم إماراتي يجيد اللعب في الوسط يلعب في نادي دبا الحصن.
لعب سابقاً في نادي مسافي في فئة الأشبال ووقع مع نادي دبا الفجيرة في عام 2010 و مثله في الفئات السنية إلى أن وصل للفريق الأول عام 2017 و أعير إلى نادي العروبة في صيف 2018 و لعب لاحقأ في نادي دبا الحصن ونادي دبا الفجيرة.